# Башта Трифон Максимович
Ба́шта Три́фон Макси́мович  (нар. 14 лютого 1904, хутір Чижиків — 17 вересня 1987, Київ) — український фахівець у галузі гідравліки та гідродинаміки, доктор технічних наук (1936), професор (1935), лауреат Сталінської премії (1949), Заслужений діяч науки і техніки Української РСР (1964), засновник української наукової школи промислової гідравліки.

## Біографія
Народився на хуторі Чижиковому Полтавської губернії (нині село Чижикове Роменського району Сумської області) в багатодітній родині коваля. 1914 сім'я емігрувала до Туркменістану, міста Ашгабад. Після початкової школи закінчив технічне училище залізничних машиністів і з 1922 по 1923 рік працював помічником машиніста та машиністом на Середньоазійській залізниці, яка перебувала під контролем більшовицьких загонів леніністів.
1923 родина Трифона Башти повернулася до України. Після закінчення робітфаку при Київському інституті народного господарства в 1925–1930 роках він навчався на механічному факультеті Київського політехнічного інституту. У 1930–1931 роках, навчаючись в аспірантурі КПІ (кафедра металорізальних верстатів), викладав у Інституті промзв'язку, був там заступником директора з навчальної роботи. Потім був направлений до Москви для продовження навчання в Інституті Червоної професури при ЦК ВКП(б), що дало змогу уникнути ризику загинути під час Голодомору 1932—1933. Одночасно закінчив механіко-математичний факультет МГУ.
З 1932 по 1938 рік працював в Москві в Науково-дослідному інституті металорізальних верстатів (ЕНІМС) начальником бюро гідропередач. У цьому бюро вперше в Радянському Союзі була розроблена і впроваджена в промисловість широка номенклатура гідравлічних механізмів.
У 1935 році Т. М. Башта обраний Ученим секретарем технічного відділення Академії Наук СРСР. В 1935–1936 роках під керівництвом Т .М. Башти було створено перший завод СССР з виробництва гідравлічних приводів. 1935 отримав звання професора, в 1936 році захистив докторську дисертацію.
В авіаційній промисловості — з 1938 року. У 1940–1941 роках працював в ОКБ разом з А. М. Туполєвим над створенням пікіруючого бомбардувальника Ту-2. У 1942 році переведений в ЛІІ на посаду начальника лабораторії гідросистем.
У квітні 1946 року наказом МАП призначено Головним конструктором і директором заводу № 279 (нині — Авіаційна корпорація «Рубін»), а потім — Головним конструктором і відповідальним керівником заводу. Трифон Максимович зіграв ключову роль у становленні заводу, у визначенні та затвердження тематики, підборі конструкторських і виробничих кадрів, у створенні виробничої, науково-дослідної та випробувальної бази, причому багато проблем було вирішено вперше у країні. Для вирішення завдань, що стоять перед заводом, з його ініціативи Міністерство авіаційної промисловості залучає цілий ряд всесоюзних та галузевих науково-дослідних інститутів, зокрема, Інститут машинознавства АН СРСР, ВІАМ, ВІЛС з вирішення питань, пов'язаних зі створенням важко навантажених гальм і фрикційних металокерамічних матеріалів.
Під його керівництвом і за безпосередньої участі створюється гідравлічне і гальмівне обладнання для літаків Ту-4, Ту-16, Ту-95, Ту-104, Іл-14, Іл-28, Ка-10, МіГ-9, МіГ-15, МіГ-17, Су-7, Су-9, Як-25 і ряду інших виробів спецтехніки. За створення і впровадження в серію і в експлуатацію гальмівного обладнання літака Ту-4 Т. М. Башта удостоєний Сталінської премії першого ступеня.
Одночасно з основною роботою з 1932 по 1949 рік викладав у навчальних інститутах Москви: «Станкині», МВТУ, МАІ.
З серпня 1955 працював в Київському інституті інженерів цивільної авіації (КІІЦА) — завідувачем кафедрою гідрогазових систем, а потім — професором на цій же кафедрі.
Помер 17 вересня 1987 року. Похований в Києві.

## Наукова діяльність
Трифон Башта автор понад 200 друкованих праць, останню з яких видав у віці 79 років. Багато його монографій видані за кордоном: у Китаї, Польщі, Румунії, Чехословаччині, Югославії.
Під його керівництвом підготували і захистили кандидатські дисертації близько 120 осіб, а докторські дисертацій — 12 осіб. Його учні очолили чимало наукових і конструкторських організацій колишнього Радянського Союзу і країн СНД.

## Нагороди, пам'ять

меморіальна дошка

За видатні заслуги в розвитку науки і техніки та у підготовці фахівців Президія Верховної Ради УРСР в 1964 році надала йому почесне звання заслуженого діяча науки і техніки УРСР.
На корпусі Національного авіаційного університету в Києві за адресою проспект Космонавла Комарова, 1, де з 1955 по 1986 рік працював вчений, встановлено меморіальну дошку.
Усе життя залишався українським патріотом і наприкінці своєї кар'єри таки добився переведення з Москви до України.